# Break (Billard)

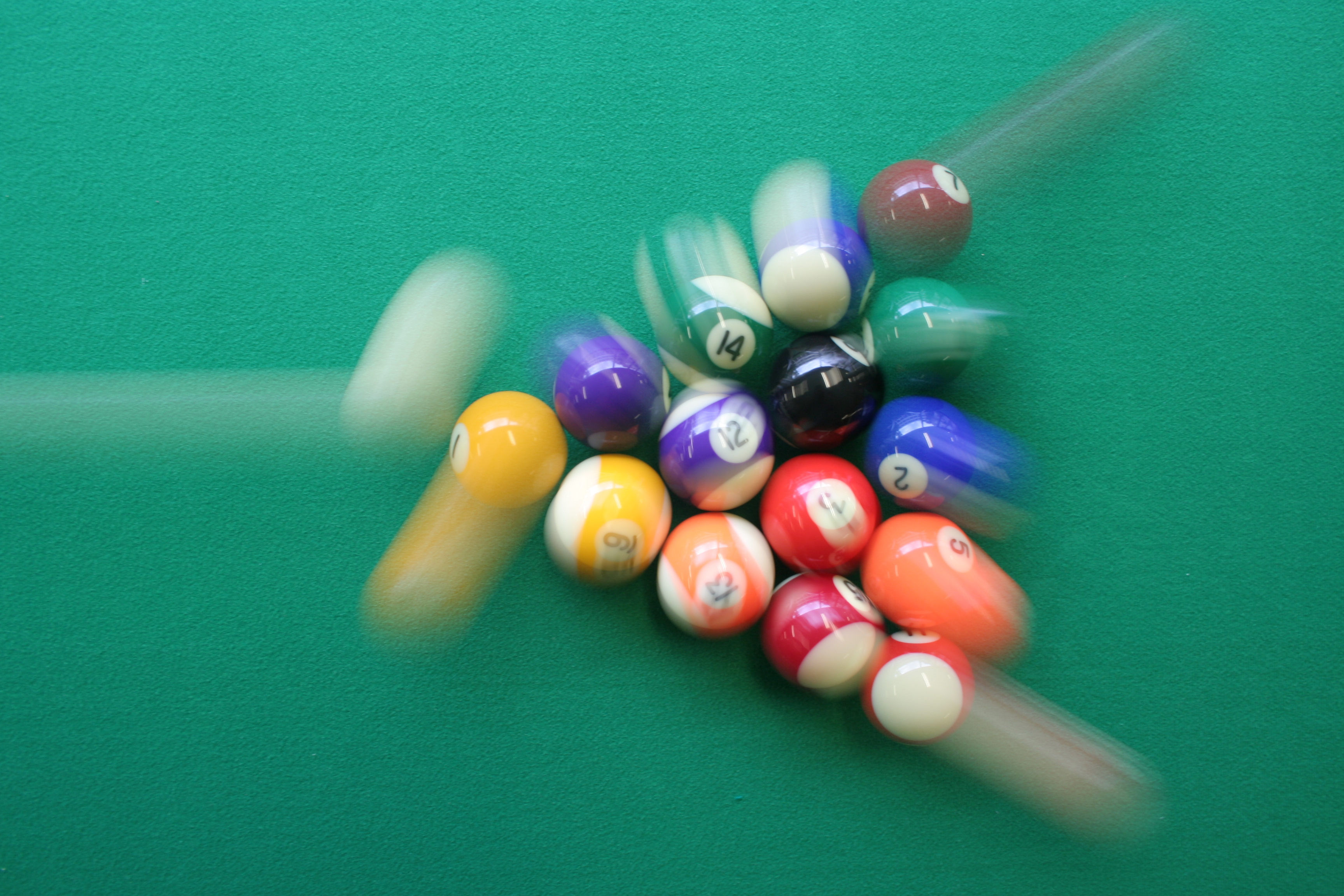
Impuls des Spielballes auf die Objektbälle beim hart gespielten Poolbillardbreak

Das Break (manchmal auch Break-In) ist der Anstoß (Eröffnungsstoß) einer Partie im Poolbillard und Snooker. 
In den Pool-Disziplinen 8-Ball, 9-Ball und 10-Ball wird das Break in der Regel sehr kraftvoll ausgeführt mit dem Ziel, eine Kugel zu versenken, da man hierdurch „am Tisch bleiben“ kann, also auch den auf das Break folgenden Stoß ausführen darf. 
Im 14 und 1 endlos Pool und im Snooker wird das Break hingegen in der Regel langsam ausgeführt, um dem Gegner keine lochbare Kugel liegen zu lassen.
Im Snooker hat der Begriff Break noch eine zweite Bedeutung, nämlich als Bezeichnung für die erreichte Punktzahl in einer Aufnahme (siehe: Break im Snooker).

## Break im 8-Ball, 9-Ball und 10-Ball
Im 8-Ball, 9-Ball und 10-Ball wird allgemein versucht, den Spielball nach dem Break in der Mitte des Tisches zu halten, ihn im Idealfall sogar zu stoppen. Dies ist besonders bei fest ausgeführtem Break sehr schwierig. Falls man es beherrscht, ist die Chance, nach dem Break eine gute Position auf den nächsten Ball zu haben, sehr viel höher als bei einem Break ohne Kontrolle, da man von der Tischmitte aus in jede Richtung und auf jede Tasche kurze Wege und somit einfach zu lochende Bälle hat. 

### Softbreak beim 9-Ball

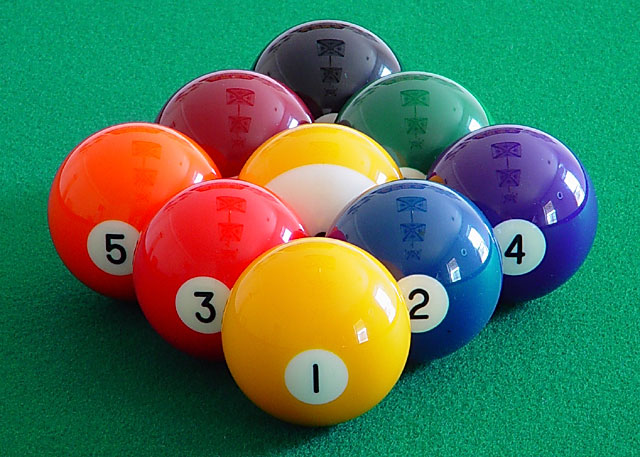
Korrekte Anordnung der Objektbälle vor dem Break beim 9-Ball

Beim 9-Ball hat sich auf modernen Tischen zum Teil das sogenannte „Softbreak“ durchgesetzt. Hierbei breakt der Spieler absichtlich mit recht wenig Kraft. Hierdurch kann er den Lauf der „1“, also der Kugel, welche nach dem Break gespielt werden muss, recht gut kontrollieren. Ziel hierbei ist es, die „1“ vor eine Mittel- oder (obere) Ecktasche zu befördern, um anschließend Position darauf zu haben.
Diese Form des Breakens hat sich erst seit einigen Jahren durchgesetzt. Hauptgründe dafür sind die neuen, schnelleren Tücher, auf denen die Kugeln besser, d. h. weiter auseinanderlaufen, und neue Aufbautechniken, welche die Kugeln perfekt press aneinander legen, wodurch eine optimale Kraftverteilung innerhalb des Pulks stattfindet und er sich kontrolliert öffnen lässt.
Mit sehr hoher Wahrscheinlichkeit fällt bei guten Spielern die Eckkugel des rautenförmigen 9 Ball-Pulks in die Ecktasche.
Des Weiteren ist der Stoppball einfacher auszuführen, je langsamer das Break ausgeführt wird.
Als Konsequenz dieser Breakform kam es bei Profiturnieren, jedoch auch im hohen Amateurbereich zu unglaublichen Serien an nacheinander ausgeschossenen Partien. Bei den Profis war es keine Seltenheit, dass ein Spieler zwischen 5 und 10 Partien nacheinander ausschoss, wodurch oft die Spannung bei Matches fehlte. Es kam sogar vor, dass ein Spieler während eines Matches gar nicht an den Tisch kam.
Hiergegen gibt es verschiedene Lösungsansätze:
- Die sogenannte „Kitchen Rule“: hierbei wird bestimmt, dass bei einem Break grundsätzlich 3 Bälle die Kopflinie überqueren müssen, wobei gelochte Bälle als „über die Kopflinie gelaufene Bälle“ zählen. Fällt beim Break also eine Kugel, müssen noch 2 weitere über die Kopflinie laufen.

Diese Regel weist jedoch einen großen Nachteil auf: Selbst bei fest ausgeführtem Break kann es vorkommen, dass die Bälle so kollidieren, dass sie sich gegenseitig am Überqueren der Kopflinie hindern. 
Wird gegen die „Kitchen Rule“ verstoßen, darf der nicht breakende Spieler an den Tisch.
- Das Verändern der Position des Pulks (im Normalfall das Verschieben des Pulks um 2 Ballstärken in Richtung Kopflinie): Hierdurch soll verhindert werden, dass die Eckkugel direkt ins Eckloch fällt.

- Das Einführen der sogenannten „Breakbox“, eines Bereichs im Kopffeld, aus dem gebreakt werden muss. Hierdurch wird das Softbreak, welches normalerweise von einer langen Bande ausgeführt wird, verhindert, weil der Pulk nun aus einem anderen Winkel getroffen wird und somit die Eckkugel weniger oft in die Ecktasche fällt.

- Das „Wechselbreak“ (englisch: „Alternate Break“): Hierbei werden alle Breaks abwechselnd ausgeführt, somit kann kein Spieler mehrere Partien vom Break weg ausschießen.

Hierbei besteht jedoch der Nachteil, dass ein Rückstand viel schwerer aufzuholen ist, da man den Gegner nach jedem zweiten Spiel an den Tisch lassen muss.

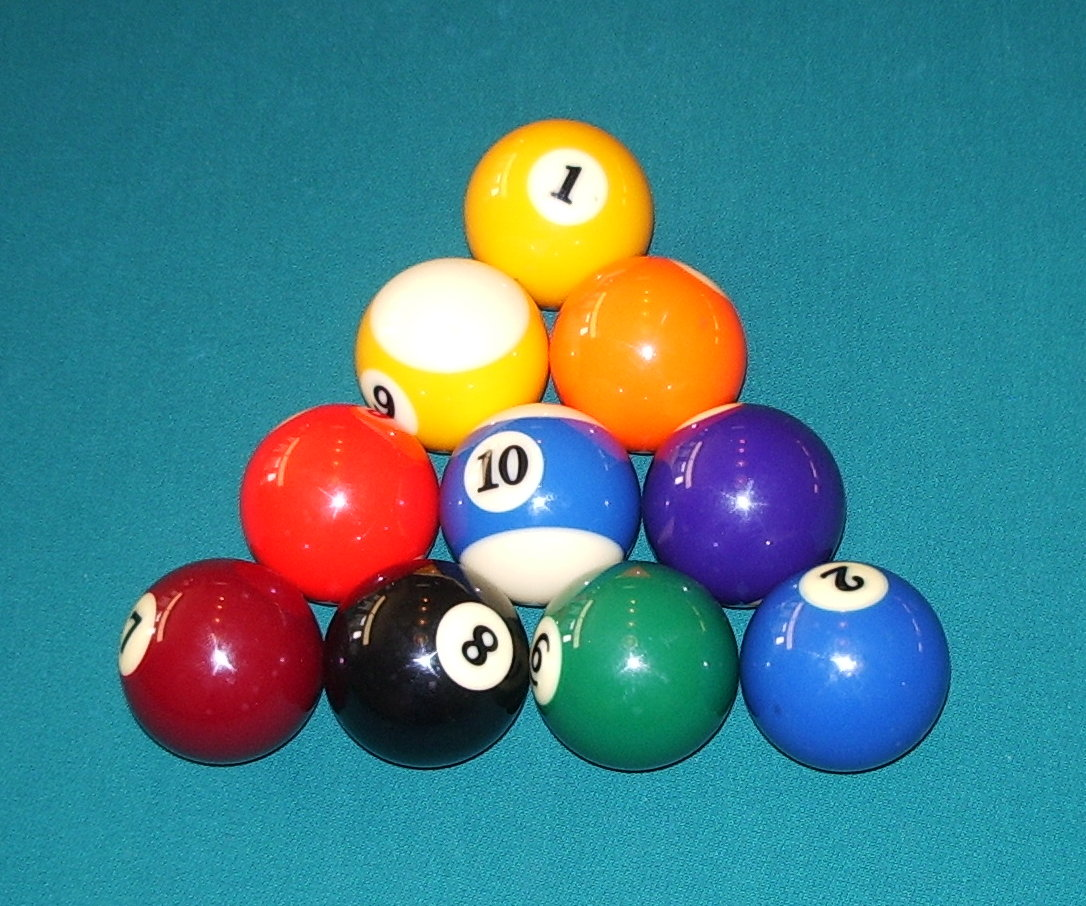
Korrekter Aufbau beim 10-Ball: Die „1“ vorne, die „10“ in der Mitte.

Alle diese Lösungsansätze haben wenig Erfolg, da das Softbreak immer noch Vorteile gegenüber dem festen, kräftigen Break bietet.
Aus diesem Grund wird immer öfter 10-Ball gespielt, ein Spiel mit den gleichen Grundregeln wie 9-Ball (aber Ansagepflicht!), bei dem nur der Pulk anders (als Dreieck) aufgebaut wird. Bei dieser Form kann der Lauf der Kugeln nach dem Break kaum eingeschätzt werden, weshalb wieder fester gebreakt wird. Des Weiteren befindet sich beim 10-Ball, wie der Name es bereits andeutet, eine Kugel mehr auf dem Tisch, welches das Spiel zusammen mit der Pflicht, außer beim Anstoß jede Kugel, die gelocht werden soll, und die Tasche, in die sie fallen soll, anzusagen, erheblich schwerer macht als 9-Ball.

## Break beim 14 und 1 endlos
Beim 14 und 1 endlos wird der Anstoß in der Regel langsam ausgeführt, um dem Gegner keine lochbare Kugel liegen zu lassen.
Es müssen jedoch mindestens 2 farbige Kugeln eine Bande anlaufen, um zu verhindern, dass zu langsam angestoßen wird.
Dies liegt darin begründet, dass man beim 14/1 alle Kugeln, sogar beim Breaken, in die Tasche ansagen muss, in die man sie lochen will. Den Lauf einer einzigen Kugel aus dem dreieckförmigen Pulk zu bestimmen, ist jedoch sehr schwer. 
Aus diesem Grund wird der Anstoß im 14/1 normalerweise als Nachteil angesehen.

## Break im Snooker
Im Snooker wird gewöhnlich ein Sicherheitsstoß auf eine der äußeren roten Kugeln gespielt, wobei der Spielball im Idealfall wieder in den Kopfbereich zurückrollt.
Ein sehr präzise gespieltes Break kann dazu führen, dass der Spielball hinter einem der farbigen Objektbälle liegenbleibt, wodurch der Gegner gesnookert ist und somit gleich zu Beginn des Frames unter Druck gesetzt wird.
Zu beachten ist, dass das Wort Break im Snooker eine zweite Bedeutung hat, nämlich als Anzahl der Punkte, die ein Spieler in einer Folge erzielt (vgl. auch Break und Maximum Break).

## Entscheidung über das Breakrecht

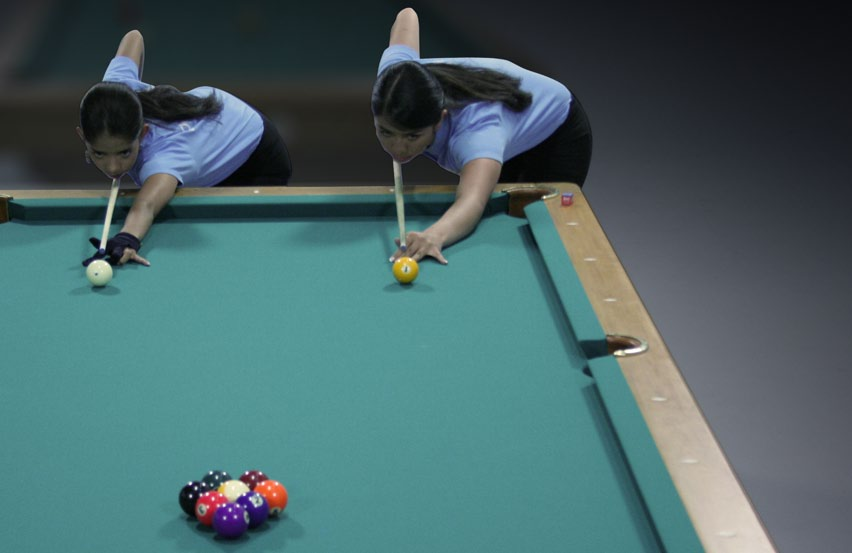
Zwei Spielerinnen beim Bandenentscheid

In allen Poolbillard-Disziplinen wird das Recht zur Entscheidung, wer den ersten Anstoß ausführen darf, durch den Bandenentscheid  eine Art „Geschicklichkeitsspiel“ bestimmt. Hierbei wird gleichzeitig von beiden Spielern jeweils eine Kugel vom oberen Tischdrittel zur Fußbande und zurück gespielt. Der Spieler, dem es gelingt, den Ball näher an der Kopfbande zu halten, hat gewonnen und darf entscheiden, wer breakt. 
Im 8- und 9-Ball wird das Break als Vorteil gewertet, dementsprechend entschließt sich der Gewinner mit sehr hoher Wahrscheinlichkeit dazu, selbst zu breaken, beim 14-1 lässt er meistens den Gegner anstoßen.
Im Snooker wird abwechselnd gebreakt. Das Anstoßrecht im ersten Frame wird durch Münzwurf ausgelost.